# Ковальовський потік
Ковальовський потік (словац. Koválovský potok) — річка в Словаччині, права притока Мияви, протікає в окрузі Сениця.
Довжина приблизно 6.6-8.1 км. Витік знаходиться в масиві Хвойницька височина (частина Замчисько — схил гори Замчисько) на висоті близько 290—295 метрів. Протікає територією сіл Ковалов і Дойч.
Впадає в Мияву на висоті приблизно 180—185 метрів.